# Aala Re Aala
Aala Re Aala è un brano musicale del film di Bollywood Shootout at Wadala, cantato da Sunidhi Chauhan e Mika Singh, con musiche di Anu Malik, pubblicato il 24 aprile 2013.